# 후에
후에(베트남어: Thành Phố Huế / 城舖化, 옛 이름 트어티엔후에성(Thừa Thiên-Huế, 承天順化省))는 베트남 중부의 중앙직할시이다.

## 역사
기원전 111년에 전한에 의해 설치된 일남군 소재지가 후에 근교에 위치하는 것으로 추정되고 있다.
2세기 말에 건국된 임읍(참파의 전시)의 수도가 후에 부근에 존재한 것으로 추정되고 있다. 임읍 시대의 후에는 동남아시아 내륙의 물품을 중국에서 출시하는 선적 항구 역할을 했다. 중국 사료에 나타나는 참파의 지명인 ‘오려’(烏麗), ‘오리주’(烏里州: 현재의 꽝빈성, 꽝찌성, 투아티엔후에 성)는 후에로 추정된다. 오리에는 많은 참족들이 살고 있었다. 제씨(制氏), 반씨(潘氏) 등 참족 명가는 후에가 킨족화된 후에도 명문의 지위를 계속 유지했다.
1307년에 북베트남 쩐 왕조와 참파 사이에 맺어진 협정에 따라 오리는 참파와 대월의 정략결혼을 하는 신부에게 대가로 대월 쩐 왕조에 할양되었고 화주(化州)로 개칭되었다. 후에라는 지명이 ‘호아’의 사투리라고 하는 참어 기원설도 있지만, 20세기 중엽까지 참족은 후에를 ‘우리쿠이’라고 부르고 있었다. 1401년부터 1402년에 걸쳐, 호 왕조는 홍강 삼각주의 주민을 후에로 이주시켰다. 1407년에 호 왕조를 멸망시킨 명나라가 베트남을 지배하자 쩐 왕조에서 살아남은 왕족은 후에를 거점으로 1413년까지 명나라에 저항을 계속했다. 1558년의 응우옌호앙이 입성할 때까지 후에는 킨족화가 거의 완료되었다.
15세기 말까지의 후에는 북베트남의 정권과 참파 왕국의 국경에 위치하는 도시에 불과했지만, 16세기부터 시작되는 남북 항쟁 시대에 후에는 꽝난 완씨(廣南阮氏)의 본거지로 1636년 부춘(富春, 푸쑤언) 도성이 완성된다. 꽝난 완씨의 시대 후에는 남중국해 무역의 중심지로서 번성했고, 떠이선 왕조의 반란 시대, 1774년에 정씨(鄭氏) 찐 왕조가, 1786년에 서산 완씨(西山阮氏)의 응우옌후에가 후에를 점령했다. 후에를 본거지로 한 응우옌후에는 북평왕(北平王)이라고 칭하고, 꽝빈성으로부터 하이반 고개에 이르는 지역을 지배했다.
후에는 원래 17세기부터 19세기까지 베트남의 남부 전역을 통치했던 봉건 왕조인 응우옌 왕조(광남완씨의 후예가 베트남을 통일하여 수립)의 수도로서 발달하기 시작하였다. 찐섬(베트남어: Trịnh Sâm)이 점령했던 1775년에는, 도시 이름이 푸쑤언(베트남어: Phú Xuân)이었다. 1802년 자롱은 응우옌 왕조를 세우고 베트남 전역의 통치권을 양도받게 되자, 후에는 국가 전체의 수도가 되었다. 이후 1945년까지 베트남의 수도로 자리매김한다. 황제 바오다이가 퇴위하고 공산 정부가 출범하자 하노이가 수도로 승격된다. 많은 궁전이 1947년 - 1948년의 프랑스 정복군과의 전쟁에서 파손되었고, 1954년 이후 투즈 황후와 베트남공화국 고고원에 의해 성의 재건이 이루어졌다. 1949년 친프랑스 인사와 합작하여 황제가 다시 복권을 시도하였지만 그때 황제는 후에가 아닌 사이공으로 정부청사를 세우고자 한다. 공산주의자를 비롯해 전 베트남 국민은 황제의 복고에 반대하였다. 
베트남이 남북으로 분단되었을 때는, 남베트남의 북단 근처에 위치한 대학 도시로 지식인들이 모여들었다. (현재에도 후에 대학은 7개의 단과대학과 고등전문학교로 구성된 매머드급 대학이다). 베트남 전쟁 당시, 후에는 북베트남과 남베트남의 경계에 매우 가까운 곳에 위치하였고 매우 중요한 요새 역할을 하였다. 후에는 그 경계의 남쪽, 즉 남베트남에 속해 있었는데, 후에 전투에 속하는 1968년 구정 대공세 때, 후에 구 시내는 물리적으로도 심각하게 피해를 입었을 뿐만 아니라, 그 명성도 손상되었다. 역사적으로 유서 깊은 건물에 미군이 폭격을 가하여 역사적인 유물과 유적이 송두리째 파괴되었다. 또한 공산주의 세력에 의하여, 남베트남 민족해방전선 (주력은 북베트남 인민군 병사)에 의한 점령 기간 동안 많은 보수파 지식인, 승려들이 이곳에서 학살되었고, 해방군의 도주 후에는 반대로 용공주의자 지식인과 학생운동가들이 학살되었다. 이 사건을 나중에 후에 대학살이라고 부르게 된다.
전쟁이 끝나고 난 뒤에도 후에는 상당 기간 동안 "봉건 시대의 유산"이라는 이유로, 역사 유적 복원과 봉건 유적에 대한 관심이 미비하여 한동안 방치되었다. 베트남 정부의 정책 쇄신을 통해 중세 왕조의 유적 복원 작업이 완료 혹은 진행 단계에 머물고 있다. 최근 복구가 눈부신 건조물군 외에도 궁중음악, 궁중요리 등 무형의 문화재가 많이 존재한다.
2024년 11월 30일에 베트남 국회는 2025년 1월 1일을 기해 트어티엔후에성 전체를 기반으로 하여 후에 중앙직할시를 설립하는 결의안을 투표로 통과시켰다. 이에 따라 트어티엔후에성의 성도였던 후에 성할시는 투언호아군과 푸쑤언군으로 분할되었고, 퐁디엔현은 퐁디엔 시사로 개편되었으며, 남동현은 푸록현에 편입되었다.

## 지리

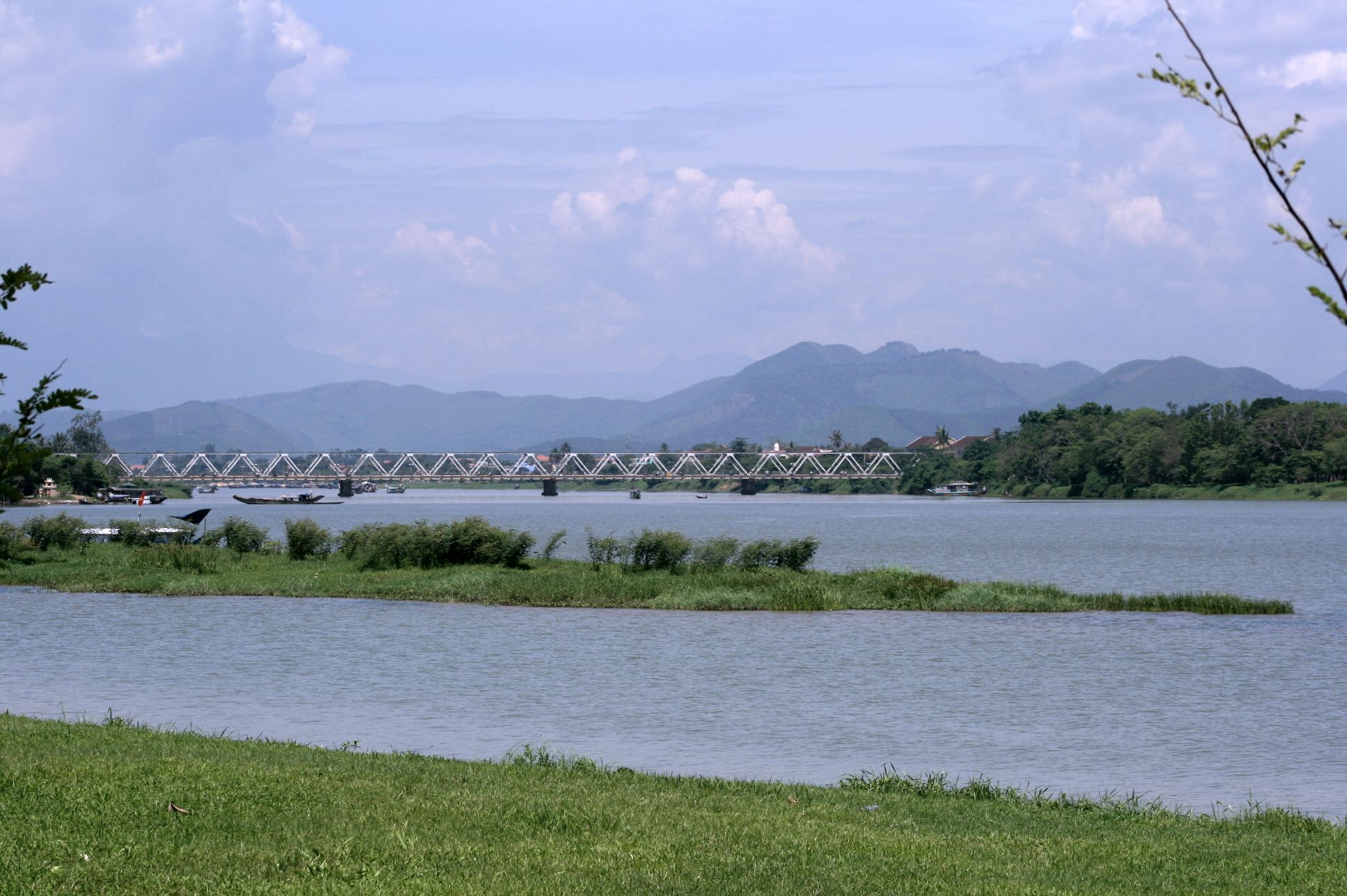
흐엉강

베트남 중부의 흐엉강 하구에 자리하고 있으며, 남중국해와 매우 가깝다. 수도 하노이와는 540 km, 베트남 최대도시인 호찌민시와는 644km의 거리에 위치해 있다. 베트남은 역사, 문화적으로 북부와 남부가 서로 별개의 과정을 거쳐왔는데, 북과 남을 가르는 기준점이 바로 이 후에이다. 현대에는 베트남 전쟁 최대의 유혈전투였던 후에 전투가 벌어지는 현대사의 무대가 되었다.

## 기후
날씨에 따라 다르나, 1~2박 하면서 머물기에 좋은 장소이다. 이 해안은 4월에서 7월 사이에 가는 것이 좋다. 8월 말부터 11월까지는 비가 많이 내리고, 12월부터 3월까지는 날씨가 쌀쌀하다. 랑꼬는 2006년 태풍으로 황폐화되었다가 몇 주 후에 리조트들이 다시 개장하였고 재건축도 다시 진행되고 있다. 후에는 쾨펜의 기후 구분에 따르면 열대 몬순 기후의 특징을 보인다. 3월에서 8월에 이르는 건기는 35~40 °C에 이르는 고온이 기록된다. 우기는 8월부터 1월까지이며, 10월은 홍수가 자주 발생하는 시기이다. 우기의 평균 기온은 20 °C이며, 종종 9 °C도 기록된다. 봄은 1월에서 2월말까지 지속된다.
| 후에의 기후                       | 후에의 기후  | 후에의 기후 | 후에의 기후  | 후에의 기후  | 후에의 기후  | 후에의 기후  | 후에의 기후  | 후에의 기후  | 후에의 기후   | 후에의 기후   | 후에의 기후   | 후에의 기후   | 후에의 기후      |
| 월                                | 1월          | 2월         | 3월          | 4월          | 5월          | 6월          | 7월          | 8월          | 9월           | 10월          | 11월          | 12월          | 연간             |
| --------------------------------- | ------------ | ----------- | ------------ | ------------ | ------------ | ------------ | ------------ | ------------ | ------------- | ------------- | ------------- | ------------- | ---------------- |
| 역대 최고 기온 °C (°F)            | 34.6 (94.3)  | 36.3 (97.3) | 38.6 (101.5) | 40.6 (105.1) | 41.3 (106.3) | 40.7 (105.3) | 40.2 (104.4) | 40.2 (104.4) | 39.7 (103.5)  | 36.1 (97.0)   | 35.4 (95.7)   | 32.2 (90.0)   | 41.3 (106.3)     |
| 일평균 최고 기온 °C (°F)          | 23.5 (74.3)  | 24.5 (76.1) | 27.5 (81.5)  | 31.1 (88.0)  | 33.5 (92.3)  | 34.7 (94.5)  | 34.7 (94.5)  | 34.2 (93.6)  | 31.7 (89.1)   | 29.0 (84.2)   | 26.5 (79.7)   | 23.8 (74.8)   | 29.6 (85.3)      |
| 일일 평균 기온 °C (°F)            | 19.9 (67.8)  | 20.8 (69.4) | 23.1 (73.6)  | 26.1 (79.0)  | 28.2 (82.8)  | 29.3 (84.7)  | 29.2 (84.6)  | 28.8 (83.8)  | 27.1 (80.8)   | 25.3 (77.5)   | 23.2 (73.8)   | 20.7 (69.3)   | 25.1 (77.2)      |
| 일평균 최저 기온 °C (°F)          | 17.5 (63.5)  | 18.2 (64.8) | 20.2 (68.4)  | 22.7 (72.9)  | 24.5 (76.1)  | 25.3 (77.5)  | 25.2 (77.4)  | 25.1 (77.2)  | 24.1 (75.4)   | 22.8 (73.0)   | 21.0 (69.8)   | 18.6 (65.5)   | 22.1 (71.8)      |
| 역대 최저 기온 °C (°F)            | 8.8 (47.8)   | 9.5 (49.1)  | 10.7 (51.3)  | 14.1 (57.4)  | 17.7 (63.9)  | 20.5 (68.9)  | 19.8 (67.6)  | 21.0 (69.8)  | 19.1 (66.4)   | 15.9 (60.6)   | 12.9 (55.2)   | 9.5 (49.1)    | 8.8 (47.8)       |
| 평균 강수량 mm (인치)             | 129.3 (5.09) | 63.3 (2.49) | 51.3 (2.02)  | 58.9 (2.32)  | 111.3 (4.38) | 103.4 (4.07) | 94.6 (3.72)  | 138.8 (5.46) | 410.7 (16.17) | 772.7 (30.42) | 641.7 (25.26) | 349.9 (13.78) | 2,936.4 (115.61) |
| 평균 강우일수                     | 15.5         | 11.6        | 10.2         | 9.2          | 11.7         | 9.3          | 8.5          | 10.7         | 16.3          | 20.8          | 20.9          | 20.2          | 165.1            |
| 평균 상대 습도 (%)                | 89.6         | 89.9        | 87.8         | 84.1         | 79.1         | 75.4         | 74.1         | 76.4         | 83.6          | 87.7          | 89.1          | 90.2          | 83.9             |
| 평균 월간 일조시간                | 104.0        | 110.3       | 140.8        | 175.9        | 230.9        | 232.5        | 236.7        | 209.9        | 169.2         | 130.6         | 101.2         | 76.0          | 1,916.1          |
| 출처 1: 베트남 과학기술양성연구소 |              |             |              |              |              |              |              |              |               |               |               |               |                  |
| 출처 2: The Yearbook of Indochina |              |             |              |              |              |              |              |              |               |               |               |               |                  |

## 행정 구역

### 군
- 투언호아군 (Thuận Hóa / 順化)
- 푸쑤언군 (Phú Xuân / 富春)

### 시사
- 흐엉투이 시사 (Hương Thủy /香水)
- 흐엉짜 시사 (Hương Trà / 香茶)
- 퐁디엔 시사 (Phong Điền / 豐田)

### 현
- 알르어이현 (A Lưới / 阿䋥縣)
- 푸록현 (Phú Lộc / 富祿縣): 랑꼬 해변이 있는 곳이다.
- 푸방현 (Phú Vang / 富榮縣)
- 꽝디엔현 (Quảng Điền / 廣田縣)

## 문화

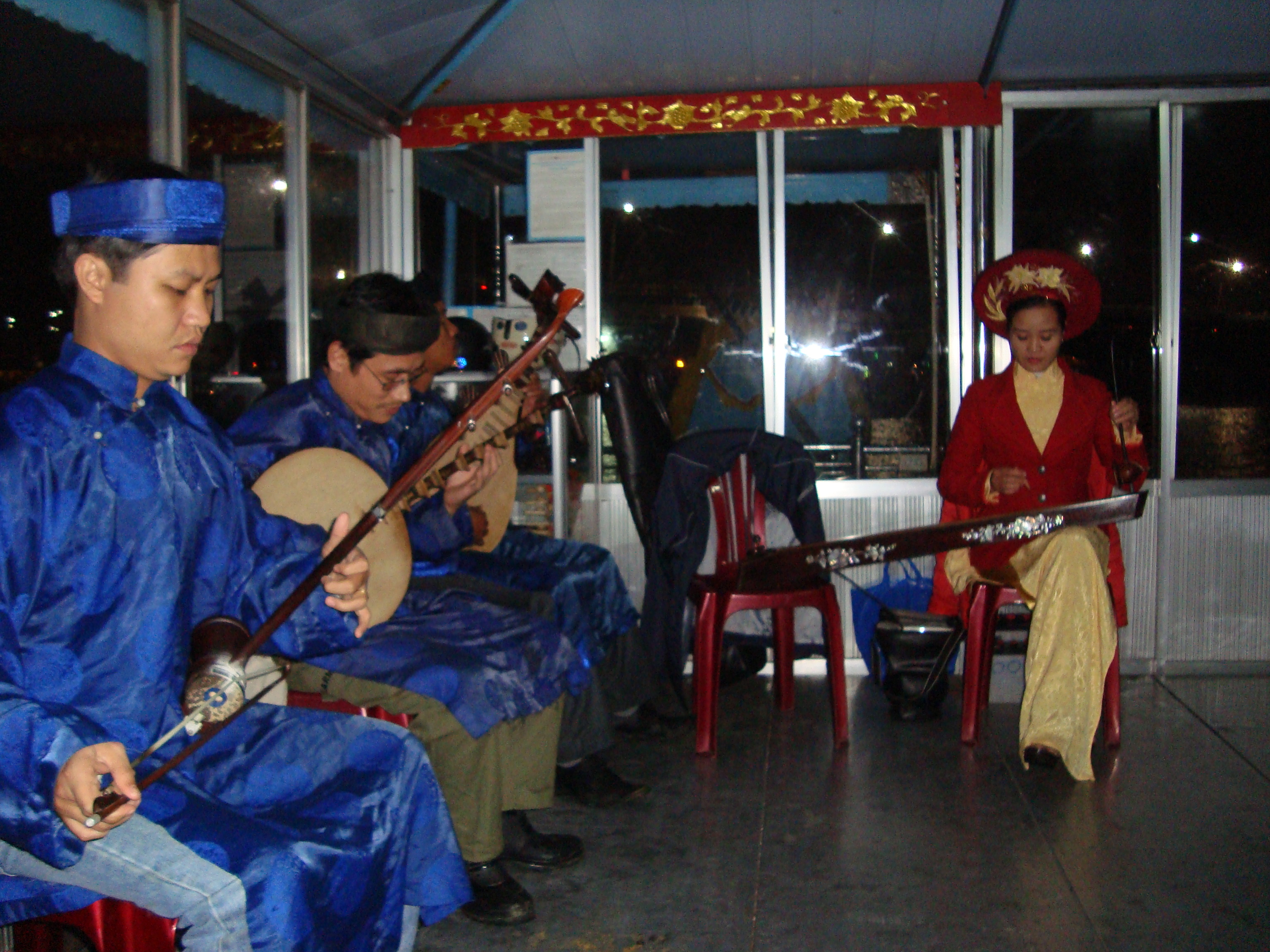
후에강의 전통 악기 오케스트라

트어티엔후에성은 독특한 베트남 문화의 중심이다. 이곳에는 5개의 유네스코 타이틀(세계문화유산 1개, 무형문화유산 1개, 3개의 세계기록유산)을 가지고 있다.
- 후에 기념물 단지
- 후에 궁중 음악
- 응우옌 왕조의 목판
- 응우옌 왕조 실록
- 황실 건축에 관한 시집 체계

현재, 이 지방은 전통 문화 유산의 가치를 보존하고 홍보하는 것과 관련된 국가 문화 정체성과 후에 문화 정체성에 근거한 건강한 문화 환경을 구축하고 있으며, 관광 발전을 위한 획기적인 토대가 되고 있다. 베트남의 독특한 문화 중심지로 후에를 건설하기 위해 후에 문화 정체성과 문화 특성을 연구하여 점진적으로 개선하기 위해서 많은 노력을 기울이고 있다. 이것은 장기적인 비교 우위를 부여하여 후에를 점점 더 독특하게 만들어, 관광과 서비스의 발전을 촉진하고자 함이다.

## 볼거리
하이반 고개에서 바라다보는 것과, 다낭과 후에 사이의 열차에서 보이는 랑꼬 해변의 풍경이 장관이다. 숙소 대부분은 고속도로를 따라 마을의 북쪽에 몰려 있다. 후에에서는 야간 오픈 투어 버스를 많이 이용한다.